# Androzeugma tenuis
Androzeugma tenuis är en fjärilsart som beskrevs av W. Warren 1898. Androzeugma tenuis ingår i släktet Androzeugma och familjen mätare. Inga underarter finns listade i Catalogue of Life.